# Бомбардировка Лагоса
Бомбардировка Лагоса — обстрел британским флотом острова Лагос в 1851 году под предлогом отмены трансатлантической работорговли.

## Предыстория

### Первые меры по борьбе с рабством
В начале XIX века Британия боролась против работорговли в Атлантике, её флот в Западной Африке продолжал преследовать португальские, американские, французские и кубинские рабовладельческие корабли и навязывать соглашения о борьбе с рабством с вождями западноафриканских берегов.
В 1849 году Джон Бикрофт был назначен консулом Бенина и Биафры, а Джон Дункан был назначен вице-консулом и находился в Виде. Во время назначения Бикрофта Королевство Лагос (при обе Косоко) находилось в западной части консульства Бенин и Биафра и было ключевым портом в торговле рабами.

### Соперничество Акитое против Косоко
Оба Косоко сверг своего предшественника Акитое в Лагосе в 1845 году. Акитоя, находясь в изгнании, признал необходимость военного союза с Великобританией. Он понимал, что требование отказаться от работорговли в качестве необходимого условия для возвращения на престол придётся выполнить. В декабре 1850 года Акитое обратился к королеве, напомнив англичанам о подобной просьбе, которую он сделал ещё в 1846 году, пообещав запретить работорговлю, если будет оказана помощь для возвращения его на престол.

### Миссионерство
Британские миссионеры стремились к полной отмене работорговли, так как это облегчит их евангельскую «работу» и приведёт к началу законной торговли. Таким образом, Генри Винн представил аргументы в пользу британской интервенции лорду Палмерстону, который, в свою очередь, поручил Бикрофту провести оценку необходимости подобных мер.
К августу 1851 года Генри Винн с помощью Сэмюэля Кроутера убеждал королеву Викторию, лорда Парлмерстона и лордов Адмиралтейства. Епископ Кроутер утверждал, что, если Лагос будет подчинён Акитою и связан с Англией, британские коммерческие интересы будут защищены. Аргументы Кроутера были положительно восприняты Адмиралтейством и Палмерстоном.

### Дипломатия
20 ноября 1851 года британское посольство, состоящее из консула Бикрофта, коммандера Уилмота, коммандера Гарднера и лейтенанта Пейти, прибыло во дворец Обы Косоко в попытке договориться о запрете работорговли. Косоко, через Ошоди Тапа, отклонил предложение дружбы, и британская делегация покинула дворец Обы. Затем Бикрофт написал командиру Форбсу, что британскому королевскому флоту пора изгнать Косоко и установить Акитое, «законного наследника».

## Действия

### 25 ноября 1851
Первая атака 25 ноября 1851 года была спешно организована и проведена командором Форбсом, который недооценил оборону Обы Косоко — около 5000 человек, вооружённых мушкетами. Силы Форбса состояли из 306 офицеров, солдат, морских пехотинцев и моряков на борту HMS Bloodhound. Хотя Bloodhound выдержал сильный пушечный огонь с берега, десант вышел на берег, но встретил очень жёсткое сопротивление. К вечеру англичане потеряли двоих убитыми и десять раненными, и командующий приказал отступить.

### 26 декабря 1851
Битва 26 декабря 1851 года была названа местными жителями Огун Ахойя (Ogun Agidingbi) — «Кипящая битва». Капитан Джонс возглавлял атакующих. На этот раз флот состоял из линейных кораблей HMS Bloodhound, HMS Teaser и флотилии лодок; британцы были в преимуществе. Косоко оказал очень жёсткое трёхдневное сопротивление, однако превосходная огневая мощь Королевского флота победила. Косоко и его приближённые бежали из Лагоса в Эпе 28 декабря 1851 года. По словам Сэмюэля Дэвиса, Косоко нанёс бы большие потери Королевскому флоту, если бы он не полагался исключительно на статическую оборону, а развернул боевые каноэ с их поворотными орудиями. Британцы потеряли 15 человек убитыми и 75 ранеными. Дэвис был среди раненых.
29 декабря Акитое был доставлен на берег для оценки состояния города, подвергшегося бомбардировке, и принял присягу местных вождей. 30 декабря Королевский флот демонтировал все батареи Косоко и сбросил 46 его орудий в море.

## Договор между Великобританией и Лагосом
С Акитоем, в качестве Обы, 1 января 1852 года был подписан новый договор между Лагосом и Великобританией, запрещающий работорговлю и открывающий то, что некоторые историки называют консульским периодом в истории Лагоса. Этот консульский период подготовил почву для аннексии Британией Лагоса десятилетием позже, в августе 1861 года.